# 豊田鐵郎
豊田 鐵郎（とよだ てつろう、1945年8月23日 - ）は、日本の実業家。豊田自動織機の社長、後に会長。トヨタ自動車の初代会長豊田英二の二男である。

## 略歴
愛知県出身。早稲田大学政治経済学部卒業。1970年にトヨタ自動車販売に入社。その後、豊田自動織機で取締役・常務取締役・専務取締役・副社長を経て、2005年6月より社長。2013年6月から取締役会長を務める。
このほか、2004年から13年間日本繊維機械協会会長を務め、2016年6月に中部経済連合会の会長に就任し、コンポン研究所取締役なども務めた。2015年に旭日重光章を受章。2017年にはベルギー王冠勲章コマンドール章を受章している。